# Cam Nghĩa (phường)
Cam Nghĩa là một phường cũ thuộc thành phố Cam Ranh, tỉnh Khánh Hòa, Việt Nam.
Phường Cam Nghĩa có diện tích 105,1 km², dân số năm 2007 là 13.094 người, mật độ dân số đạt 125 người/km². Phường Cam Nghĩa là phường có diện tích lớn thứ hai sau phường Mông Dương của thành phố Cẩm Phả